# Курч, Екатерина Михайловна
Екатерина Михайловна Курч (урождённая Курбановская; 1861 — не ранее 1935) — прозаик, драматург, переводчица.

## Биография
Родилась 18 (30) ноября 1861 года в семье Михаила Николаевича Курбановского, который впоследствии был Тобольским и Акмолинским вице-губернатором. Мать происхождение имела из пензенских дворян Чарыковых.
Детство провела в Омске. С ранних лет занималась сочинительством, вела дневники. Любимыми писателями были Н. А. Некрасов и И. С. Тургенев.
В 1878 году окончила Омскую женскую гимназию. После обучения в дополнительном 8-м классе (1879) получила звание домашней учительницы французского и немецкого языков. Намерению продолжить образование «на курсах» воспрепятствовала мать. Вскоре вышла замуж за полковника Курча (позднее — генерал-майора); в течение 15 лет в связи с его служебным перемещением часто меняла место жительства. Брак оказался неудачным. После развода Курч поселилась в Москве, на Спиридоновке (дом 16) и занялась литературной работой, в том числе переводами, анонимно печатавшимися в провинциальных газетах.
Первая беллетристическая публикация — повесть «Адя Сумцова» (1904), рекомендованная к печати А. П. Чеховым. Основной жанр литературного творчества Курч — рассказы; печатались в журналах «Русская мысль», «Журнале для всех», «Новом журнале», «Живое слово», «Рампа», «Голос жизни», «Юная Россия», «Журнале для женщин», газетах «Утро», «Вечерняя почта», «Пятигорское эхо», «Власть народа». Большинство их объединено в сборнике «На досуге» (1907), «Рассказы» (1908), «Верные друзья» (1910; 2-е издание — 1915), «Мгновения. Рассказы и монологи» (1911), «Рассказы» (1915). Преобладающие мотивы произведений Курч — несчастный брак («В винных парах»), супружеская неверность («Уверенность», «Мгновения», «Измена»). Ряд рассказов посвящена страданиям матерей, дети которых, увлекшись революцией, оказались в заключении («Решётка», «На досуге», «Соседи»). В рассказах из военного быта отразились как комедийные («Пробная мобилизация», «Инцидент»), так и трагические («Из жизни конвойных») эпизоды. В произведениях для детей Курч стремилась к психологически верному изображению детских переживаний («Дуняткино счастье», «Верные друзья», «Злое дело»). Курч — также автор коротких пьес, преимущественно фарсового характера («Сборник пьес», 1909).
Член Общества любителей российской словесности (с 1911) и Общества русских драматических писателей и оперных композиторов.
После 1917 года литературная деятельность Курч носила эпизодический характер. В конце 1925 года или начале 1926 года эмигрировала в Словению.